# Peter Kraljic
 (décembre 2019).
Peter Kraljic, né en 1939 en Slovénie, est un économiste slovène célèbre pour avoir publié en 1983 dans la Harvard Business Review la matrice de Kraljic, une analyse du portefeuille achats d'une entreprise en fonction de la valeur ajoutée du fournisseur et de la complexité du marché.

## Biographie
Peter Kraljic étudie la métallurgie et obtient son master. Il est titulaire d'un doctorat à l'Université Gottfried-Wilhelm-Leibniz de Hanovre et d'un MBA de l'INSEAD. Il a été directeur de l'agence de Düsseldorf du cabinet de conseil McKinsey & Company.

## Publications
- (de) « Moderene Dienstleistungen am Arbeitsmarkt », dans Vorschläge der Kommission zum Abbau der Arbeitslosigkeit und zur Umstrukturierung der Bundesanstalt für Arbeit, 2002.
- (en) « The economic gap separating East and West », Columbia Journal of World Business, no 25(4),‎ 1990, p. 14-19.
- (de) « Zukunftsorientierte Beschaffungs-und Versorgungsstrategie als Element der Unternehmensstrategie », Handbuch Strategische Führung, Gabler Verlag,‎ 1988, p. 477-497.
- (de) « Gedanken zur Entwicklung einer zukunftsorientierten Beschaffungs-und Versorgungsstrategie », dans Beschaffung : ein Schwerpunkt der Unternehmensführung, Landsberg, 1986, p. 72-93.
- (de) « Versorgungsmanagement statt Einkauf », Harvard Manager,‎ 1985, p. 7(1).
- (en) « Purchasing must become supply management. How Managers Can Guard Against Material Disruption by Formulating a Supply Strategy », Harvard Business Review,‎ 1983, p. 107-117.
- (de) « Neue Wege im Beschaffungsmarketing », Manager Magazin, no 7(11),‎ 1977, p. 72-80.